# Missing My Baby
«Missing My Baby» —en español: «Extrañando a mi nene»— es una canción interpretada por la cantante estadounidense Selena para su tercer álbum de estudio Entre a mi mundo (1992). Fue escrita y producida por el hermano de Selena y productor musical A.B. Quintanilla III. Selena la incluyó en el álbum para ayudar en su crossover en el mercado de habla inglesa. Los críticos elogiaron su enunciación emotiva en la canción. Un vídeo musical póstumo realizado por VH1 fue lanzado en 1998 para promocionar su caja recopilatoria Anthology (1998).
«Missing My Baby» es una balada de rithm and blues con un tempo medio influenciada por géneros de urban y música soul. La letra describe el amor que siente la narradora, que rememora los acontecimientos rapsódicos que ha compartido con su amante; en algunas partes de la canción, se experimenta la soledad y la angustia por la ausencia de su pareja. Aunque nunca fue pensada para ser lanzada como sencillo, la canción alcanzó el puesto número veintidós en la lista estadounidense Rhythmic Top 40 en 1995.

## Antecedentes y desarrollo
«Missing My Baby» fue escrita y producida por el hermano de Selena y principal productor musical A.B. Quintanilla III. Fue creada para el tercer álbum de estudio de Selena de 1992, Entre a mi mundo, para mostrar sus diversas habilidades musicales y agregar variedad al álbum de estilos musicales que incluyen pop mexicano y canciones tradicionales de México, ya que «Missing My Baby» está en el estilo de R&B contemporáneo.
Después de los lanzamientos de los primeros álbumes de Selena en español: Selena (1989) y Ven conmigo (1990), que incluía géneros de música tejana y otros estilos del pop mexicano, ella decidió que su próximo disco contaría con una canción en idioma inglés. Ella creyó que esa canción iba a convencer al presidente de EMI Charles Koppelman de que estaba lista para lanzar un álbum crossover. EMI había querido adquirir una base de fanáticos más grande antes de lanzar su carrera crossover. A pesar de ello, Selena incluyó la canción en Entre a mi mundo.
Quintanilla III escribió «Missing My Baby» en una semana, y tres semanas más tarde, a finales de 1991, que fue grabada en Sun Valley, California. EMI Latin quería el grupo de R&B Full Force grabará una versión remezclada de la canción. Quintanilla III y Selena se reunieron con el grupo en su estudio de grabación en Brooklyn, y Full Force acordaron añadir coros, que se registran en dos días. EMI Latin, el sello discográfico Selena, eligió la versión con Full Force de «Missing My Baby» en lugar de la versión en solitario de Selena.

## Composición

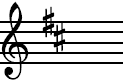
Armadura de si menor, tonalidad en la que está compuesta la canción.

«Missing My Baby» es una balada de rithm and blues con un tempo medio influenciada por géneros urban y música soul. Está en la tonalidad de si menor, con 144 pulsaciones por minuto en un tempo común. El rango vocal de Selena abarca desde la nota Re♯3 a F♯1 e incorpora melisma con poesía cantada durante la parte downtempo de la canción. La melodía es acompañada por coros, y la instrumentación es proporcionada por un piano eléctrico, la batería, un teclado, un sintetizador y cuerdas. Los críticos de música contemporánea elogiaron la enunciación emotiva de Selena, que enfatizaba el título de la canción y el tema central. El dúo de R&B Full Force fueron los coristas de la versión original y la remezcla de «Missing My Baby».
J.R. Reynolds de Billboard llamó a «Missing My Baby» una «balada de ensueño» con una «melodía R&B de estilo conforme a la voz pop de Selena». Ramiro Burr del Austin American-Statesman la describió como una balada soul. Jerry Johnston del Deseret News piensa que Selena muestra una «voz de bebe de Lesley Gore» en «Missing My Baby» y que «muestra una maravillosa suavidad de su voz». Un editor del The Virginian-Pilot dijo que la canción fue construida en el gancho de «Missing You» de Diana Ross, el cual es un homenaje a Marvin Gaye, y «Good to My Baby» de The Beach Boys.
La canción comienza con un solo de batería antes de que los demás instrumentos entren a formar la base musical. Selena canta a su amante ausente de lo mucho que lo extraña, diciendo que él está «siempre en [su] mente» y que se siente sola cuando no está con ella. Ella canta tres veces durante la canción I often think of the happy times we spent together / And I just can't wait to tell you that I love you («A menudo pienso en los momentos felices que pasamos juntos / Y yo simplemente no puedo esperar para decirte que Te amo»). En el estribillo, Selena canta de querer aferrarse a él y sentir su latido.

## Recepción
«Missing My Baby» recibió críticas positivas de los críticos. Un editor de la revista Vibe informó que Full Force recibió discos de oro y platino por «Missing My Baby» y «Techno cumbia», y describió a «Missing My Baby» en donde da un «toque de sus aspiraciones». Después de que fue remezclada por Quintanilla III y luego produjo el álbum Dreaming of You (1995), el Denver Post dijo que era la mejor canción en inglés en el álbum. Chris Riemenschneider y John T. Davis del Austin American-Statesman escribió que «"Missing My Baby" puede sonar tan suave como "Crazy for You" de Big M». Cary Clack del San Antonio Express-News escribió que «Missing My Baby» fue interpretado en las estaciones de radio de música no-Tejana y que él pensó que podría convertirse en un éxito póstumo, al comentar que la grabación «muestra la maravillosa gama vocal y emocional [de Selena]». Sin embargo, Mario Tarradell de The Dallas Morning News cree que «Missing My Baby» y otras pistas se añadieron a Entre a mi mundo «por si acaso». «Missing My Baby» fue una de las primeras canciones de Selena que se interpretó en la radio después de que ella fuera asesinada por Yolanda Saldívar, su amiga y exgerente de sus boutiques Selena Etc. Un vídeo musical de la canción, incorporando material archivado de varios vídeos caseros personales de Selena, fue lanzado por VH1 en 1998 para promover la caja recopilatoria Anthology. Billboard informó que el clip fue el cuadragésimo séptimo vídeo musical más reproducido de ese canal en la semana del 5 de abril de 1998.

## Listas

### Listas semanales
| País (Lista)                     | Mejor posición |
| -------------------------------- | -------------- |
| Estados Unidos (Rhythmic Top 40) | 22             |

## Créditos
Créditos adaptados a partir de las notas de Entre a mi mundo.
- Selena – voz
- Paul Anthony George y Lucien George Jr. (Full Force) – coros
- Ricky Vela – teclados
- Suzette Quintanilla – batería
- A.B. Quintanilla III – escritor, productor y mezclador